# Crkva sv. Mihovila u Perastu
Crkva sv. Mihovila je rimokatolička crkva u Perastu. Posvećena je sv. Mihovilu.
Crkva je smještena na zapadnom izlazu iz Perasta, iznad Jadranske magistrale, kod mjesta gdje se spaja obalna ulica s magistralom.
Crkva je danas u vjerskoj funkciji.